# New Super Mario Bros. U

Logo ufficiale del videogioco

New Super Mario Bros. U (New スーパーマリオブラザーズ U?, Nyū Sūpā Mario Burazāzu Yū) è un videogioco a piattaforme per Wii U e Nintendo Switch, sviluppato da Nintendo EAD e pubblicato da Nintendo. È il quarto e ultimo capitolo della serie New Super Mario Bros., nonché primo titolo della serie Super Mario in alta definizione.

## Trama
Dopo gli eventi di New Super Mario Bros. 2, durante un pranzo tra Mario, Luigi, Toad Giallo, Toad Blu e Toad Rosso, irrompe nel Castello di Peach il perfido Bowser che, assieme a Bowser Jr. e i Bowserotti, scaraventa gli amici della principessa Peach fuori dai confini del Regno dei Funghi e, insieme ai Koopa Troopa occupa il castello. Vedendo da lontano la situazione, Mario parte così con Luigi e i Toad. Insieme i 5 compagni riusciranno ad arrivare da Bowser e lo sconfiggeranno anche in dimensioni enormi (come si è notato in New Super Mario Bros. Wii e in New Super Mario Bros. 2). La fine del gioco vede Bowser e i suoi sgherri andarsene sciagurati, mentre Mario e i suoi amici liberano Peach riportando la pace nel Regno dei Funghi.

## Caratteristiche

Screenshot del videogioco

Il gameplay presenta elementi che richiamano il predecessore, New Super Mario Bros. Wii. L'obiettivo del giocatore in ogni livello è quello di raggiungere la bandierina al termine dello stesso cercando di evitare nemici e trappole. Il gioco permette l'utilizzo di cinque diversi personaggi: Mario, Luigi, tre Toad colorati e i personaggi Mii salvati all'interno della console. New Super Mario Bros. U può essere giocato con il Wii Remote oppure con il Wii U GamePad, il quale permette al giocatore di vedere ciò che sta accadendo su schermo anche su quello del controller. Nel multiplayer possono giocare simultaneamente fino a quattro giocatori usando Telecomandi Wii(che possono essere sostituiti da un Wii U Pro Controller), ma un quinto giocatore può aggiungersi usando il Wii U GamePad. L'ulteriore giocatore non controlla un personaggio, ma invece ha il potere di assistere gli altri creando blocchi colorati e bloccare il cammino dei nemici toccando lo schermo.
New Super Mario Bros. U introduce nuovi power-up, come la tuta da Scoiattolo Volante, che permette ai giocatori di planare su lunghe distanze o discendere lentamente da percorsi ripidi; cuccioli di Yoshi, che escono dalle scatole power-up e possono essere trasportati dai singoli giocatori e Yoshi adulti, che possono essere cavalcati (nella prima di queste due forme essi possono apparire in diversi colori, le quali identificano l'abilità che concedono al giocatore, come quella di gonfiarsi in aria, soffiare bolle per attaccare i nemici e illuminare zone buie). Il gioco usufruiva inoltre della funzionalità Miiverse della console Wii U.
Al contrario di New Super Mario Bros. Wii, nella cui mappa i livelli sono suddivisi in 9 mondi differenti, in questo gioco c'è un'unica e grande mappa, come in Super Mario World. Alcuni livelli hanno inoltre un'uscita segreta.

## Personaggi principali

### Personaggi giocabili
1. Mario, il personaggio principale;
2. Luigi, personaggio secondario, ma protagonista dopo aver completato l'avventura;
3. Toad Giallo, Toad Blu e Toad Rosso tre Toad di diverso colore (si sbloccano dopo aver completato l'avventura);
4. Ruboniglio, si può utilizzare solo in New Super Luigi U (sostituisce Mario).

### Antagonisti
1. Bowser, il mandante del boss finale, assieme a Bowser Jr., suo figlio prediletto;
2. Kamek, il più fedele servitore di Bowser e boss della fortezza, è un Magikoopa stregone;
3. Boom Boom, servo di Bowser, boss delle fortezze dei mondi 1, 2, 3, 4, 5 e della prima fortezza del mondo 6. Per diventare più forte ottiene vari potenziamenti da Kamek;
4. Sumo bros., boss della seconda fortezza del mondo 6, si serve dell'elettricità per sconfiggere Mario;
5. Bowserotti: i boss dei castelli dei mondi 1, 2, 3, 4, 5, 6, 7 sono rispettivamente: Lemmy Koopa, Morton Koopa jr., Wendy O. Koopa, Larry Koopa, Iggy Koopa, Roy Koopa e Ludwig Von Koopa. Essi si trovano in navi volanti con il loro volto nei castelli dei mondi sopra citati.
6. Ruboniglio, in New Super Mario Bros. U esso ruba i vari power-up dalle case fungo.

### Aiutanti
1. Toad, si trovano nelle case fungo e regalano vari power-up a Mario;
2. Yoshi, si trova dentro le uova di alcuni livelli e può essere cavalcato dal giocatore;
3. Baby Yoshi, possono essere: rosa scuro (si può gonfiare per fluttuare in aria), blu (può sparare bolle per inglobare i nemici o saltarci sopra) o oro (illuminano i luoghi bui). Si possono trovare nelle uova in alcuni livelli (come per Yoshi) o nella mappa;
4. Principessa Peach: non è una vera e propria aiutante, è anzi la principessa da liberare dalle grinfie del malefico Bowser, come in quasi tutte le avventure della serie principale di Mario.

## Sviluppo
Presentato all'E3 del 2011 con il nome provvisorio di New Super Mario Bros. Mii, il titolo è stato svelato durante l'E3 del 2012.

## New Super Luigi U
In quest'avventura Mario è completamente assente, con solo il cappello presente nell'introduzione, per cui Luigi è il protagonista. Lo scopo è il medesimo: superare i livelli per salvare la Principessa Peach. La mappa e i mondi sono gli stessi del gioco principale, ma tutti i livelli sono diversi. Per superare un livello, il giocatore ha a disposizione solo 100 oppure 300 secondi (a seconda dei casi); perciò questi sono molto brevi e i nemici più frequenti, rendendo il livello molto più difficile dell'originale. In caso di fortezza, castello o aeronave, il giocatore ha 100 secondi per raggiungere il portone che precede lo scontro finale, ed ottiene 100 ulteriori secondi per sconfiggere il boss di turno.
Le abilità di Luigi sono diverse da quelle del fratello: egli può saltare molto più in alto e scivolare al termine di una corsa.
Anche la modalità multigiocatore è strutturata con le stesse meccaniche e presenta la possibilità di utilizzare il Ruboniglio. Esso non può essere danneggiato dai nemici (rendendolo un personaggio adatto ai principianti), ma non beneficia degli effetti dei power-up. Nel 2019 è uscita, insieme a New Super Mario Bros. U Deluxe, una versione deluxe chiamata New Super Luigi U Deluxe.

## New Super Mario Bros. U Deluxe

Copertina della versione Deluxe

Nel 2018, durante il Nintendo Direct del 14 settembre, è stata annunciata una versione del gioco per Nintendo Switch, intitolata New Super Mario Bros. U Deluxe, uscita l'11 gennaio 2019. A differenza della versione Wii U, è incluso New Super Mario Bros. U e New Super Luigi U,  è possibile giocare con Toadette, Ruboniglio ,Mii, Toad rosso e Toad Blu giocabile precedentemente solo in New Super Luigi U, è presente un nuovo power-up che trasforma Toadette in Peachette ed è stata introdotta la possibilità di controllare due personaggi tramite un unico controller.